# Cova de les Rates Penades (Ròtova)
La Cova de les Rates Penades, al municipi de Ròtova, és un rellevant jaciment arqueològic neolític que va estar habitada entre els anys 16.000 i 9.000 aC. L’any 1951 foren descoberts uns interessants gravats fusiformes: mostres d’art rupestre dels voltants de l’any 10.000 aC.

## Reserva Natural de la Fauna
Es troba habitada per rates penades en una quantitat màxima anual que oscil·la entre els 5.000 i els 8.000 exemplars. Té una extensió d'una hectàrea. La concavitat es troba cercada amb una tanca metàl·lica.
Actualment aquesta concavitat i el seu entorn més immediat estan protegits com a Reserva Natural de Fauna per iniciativa dels membres del Centre Excursionista de Ròtova. La superfície de la reserva és d’unes 4,5 hectàrees, essent del Centre Excursionista de Ròtova la seua titularitat, ja que fa uns anys comprà la contrada i la cova per tal de protegir-la.
Constitueix el primer refugi en importància per la conservació de rates penades en el País Valencià i és considerat refugi d'estiu i hivern en virtut del Decret 82/2006, de 9 de juny, del Consell de la Generalitat Valenciana i està cova adscrita a la micro-reserva Cova de les Rates Penades i a la ZEPA Mondúver-Marjal de la Safor de la Xarxa de Zones d'Especial Protecció per les Aus (ZEPA) de la Comunitat Valenciana.

## Presencia de diverses especies
Aquest lloc inclou a més la micro-reserva de la fauna declarada en raó de la presencia de diverses especies endèmiques i d'interès i que són la rata penada gran de ferradura (Rhinolophus ferrumequinum); la de ferradura mediterrània (Rhinolophus euryale); la de ferradura mitjana (Rhinolophus mehelyi); la ratonera mitjana (Myotis blythii), la de peus grans (Myotis capaccinii) i la rata penada de cova (Miniopterus schreibersii). De entre totes aquestes espècies hi ha dues en perill d’extinció; la rata penada de ferradura mitjà i la de peus grans. D’aquesta última diuen els estudiosos del tema si aquesta cova de Ròtova no serà la més rellevant d’Espanya i la segona més important d’Europa.